# Малозайкинська сільська рада
Малоза́йкинська сільська рада (рос. Малозайкинский сельский совет) — сільське поселення у складі Первомайського району Оренбурзької області Росії.
Адміністративний центр — селище Малий Зайкин.

## Населення
Населення — 1193 особи (2019; 1404 в 2010, 1832 у 2002).

## Склад
До складу сільської ради входять:
| Населений пункт        | Населення, осіб (2002) | Населення, осіб (2010) |
| ---------------------- | ---------------------- | ---------------------- |
| Балабанка, селище      | 39                     | 22                     |
| Великий Зайкин, селище | 236                    | 152                    |
| Курлін, селище         | 470                    | 365                    |
| Малий Зайкин, селище   | 879                    | 706                    |
| Маштаков, селище       | 208                    | 159                    |